# Catedral Metropolitana de Montevidéu
A Catedral Metropolitana de Montevidéu (em espanhol: Catedral Metropolitana de Montevideo) é a principal igreja católica da cidade de Montevidéu, capital do Uruguai. A catedral localiza-se bem em frente ao Cabildo de Montevidéu, diante da Plaza de la Constitución, na ciudad vieja.

## História

### Origens
A atual catedral tem suas origens ligadas à antiga igreja matriz de Montevidéu, construída na década de 1720, durante as obras de fortificação do porto de Montevidéu realizadas pelo governador Bruno Mauricio de Zabala, governador espanhol em Buenos Aires à época do reinado de Filipe V de Espanha. Durante as obras, realizadas com a participação dos índios tapes trazidos das missões jesuíticas, foi erguida uma primeira igrejinha, muito modesta, considerada a antecessora histórica da atual catedral. 

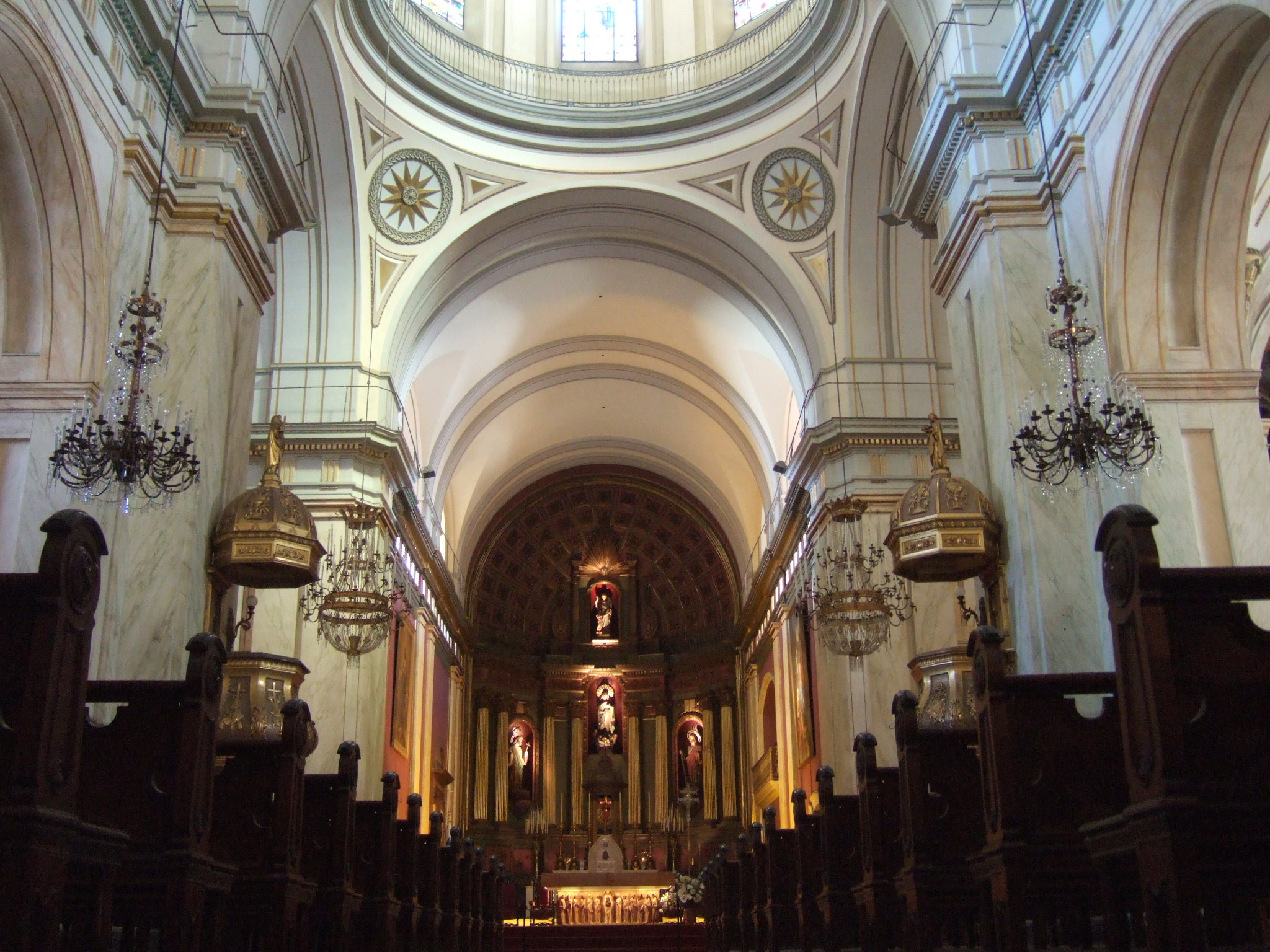
Vista da nave central da Catedral de Montevidéu.

Os planos da cidade, desenhados pelo engenheiro Domingo Petrarca e ampliados posteriormente por Pedro Millán, previam a construção da matriz de Montevidéu, assim como o cabildo, na praça principal da nova cidade (atual Plaza de la Constitución). Assim, já nos anos 1730 foi construída uma igreja matriz de tijolos na praça principal, inaugurada em 1740. Destes primeiros anos da história da matriz preserva-se a imagem de Nossa Senhora da Fundação (Nuestra Señora de la Fundación), venerada hoje na Capela do Santíssimo Sacramento da catedral atual.

### Edifício atual
Essa primeira matriz ruiu parcialmente em 1788, transferindo-se os ofícios religiosos à antiga igreja dos jesuítas da cidade. Decidiu-se então a reconstrução da nova matriz, no mesmo local, seguindo uma traça muito mais ampla e ambiciosa, o que deu origem ao atual edifício da Catedral de Montevidéu. A pedra fundamental foi lançada no dia 20 de setembro de 1790, não sendo conhecido exatamente quem foi o autor do projeto. Considera-se provável que os planos iniciais tenham sido encarregados ao engenheiro-militar português José Custódio de Sá e Faria, à época a serviço da coroa espanhola. Inicialmente a direção das obras foi confiada ao engenheiro espanhol José del Pozo y Marquy e posteriormente a outro espanhol, Tomás Toribio, arquiteto formado na Academia de San Fernando de Madri e autor do edifício do Cabildo de Montevidéu, localizado na praça em frente à matriz. É provável que Toribio tenha feito modificações no projeto inicial.

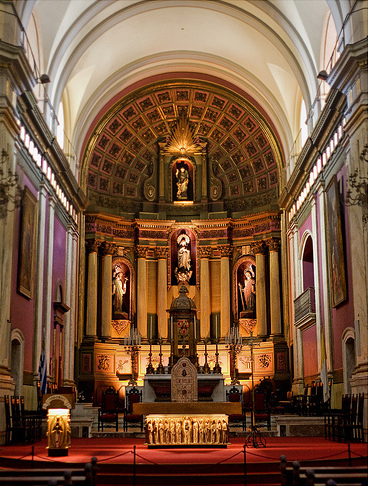
Capela-mor da Catedral de Montevidéu.

A nova igreja matriz de Montevidéu foi inaugurada em 1804, faltando-lhe as torres e outros detalhes. A inauguração foi presidida por várias autoridades, incluindo o bispo de Buenos Aires Benito de Lué y Riga, último dos bispos coloniais da região platina. Estilisticamente a igreja filia-se à arquitetura neoclássica, especialmente no que se refere à fachada principal. A planta da igreja é de três naves com transepto e cúpula sobre o cruzeiro, um modelo semelhante à de igrejas de influência jesuítica da região. A igreja, ainda inacabada, foi danificada por fogo de artilharia em 1807, na época da invasão inglesa do Rio da Prata. As duas torres que flanqueiam a fachada só foram terminadas na década seguinte, por volta de 1818.
Em 1858 foi feita uma grande reforma pelo arquiteto Bernardo Poncini, que modificou a fachada principal. O edifício foi restaurado em 1903 e na década de 1940, retirando-se algumas modificações de Poncini. Nessa época foi instalado um relevo escultório de José Belloni no frontão da fachada, representando a investidura de São Pedro por Jesus Cristo.

### Elevação a catedral e importância cultural
Entre as grandes personalidades que visitaram a cidade e a sua matriz no século XIX destacou-se o do futuro Papa Pio IX, que ali esteve em 1824. Mais tarde, em 1870, elevou a igreja a Basílica, reconhecimento de sua relevância religiosa e cultural. Em 1878, com a criação da Diocese de Montevidéu, sob Mons. Jacinto Vera, transformou-se em Igreja Catedral e, em 1897, pelo Papa Leão XIII, em Catedral Metropolitana.
Na matriz celebraram-se os principais atos históricos da história do Uruguai. Nela deu-se a benção da primeira bandeira e o juramento da primeira constituição. Nela se encontram sepultados os arcebispos e bispos de Montevidéu, além de outras autoridades eclesiásticas, civís e militares. Entre as obras de arte do interior do templo salienta-se hoje o mausoléu do primeiro arcebispo de Montevidéu, Monsenhor Mariano Soler.